# Fang (groupe)
Pour les articles homonymes, voir Fang.
Fang est un groupe de punk hardcore américain, originaire de Berkeley, en Californie. Fang se sépare d'abord en 1989 lorsque Sam McBride est envoyé en prison après avoir tué sa compagne, Dixie Lee Carney. Après sa libération, en 1995, McBride change son nom pour Sammytown et reforme Fang.

## Biographie

### Débuts
La première chanson de Fang est expérimentale, selon la page Myspace du groupe et s'intitule Yukon Fang. Le guitariste Tom Flynn et le bassiste Brian Beattie, son ancien collègue des groupes Tapeworm et Safety Patrol, enregistrent Yukon Fang en duo, et Fang se forme. L'incarnation originale de Fang tourne une fois aux États-Unis, puis se sépare après le déménagement de Beattie au Texas, où il formera le groupe Glass Eye. À la fin 1981, Flynn joue avec le batteur Chris Ritter. Ils recrutent le bassiste Chris Wilson et commencent à jouer dans la Bay Area en trio, avec Flynn au chant. Entretemps, Sam McBride, futur chanteur du groupe, chantait avec le futur batteur de Fang, Greg Langston, au sein du groupe Shut Up. Au début de 1982, Ritter est remplacé par le batteur Joel Fox, puis ils auditionnent Fox et McBride. La formation se solidifie et comprend  McBride (chant), Chris Wilson (basse), Tom Flynn (guitare), et Joel Fox (batterie). Ensemble, ils contribuent avec la chanson Fun with Acid à la compilation Not So Quiet on the Western Front.
Peu après, le guitariste Tom Flynn fonde le label Boner Records et publie le premier album de Fang, Landshark, et leur EP  Where the Wild Things Are. Tim Stiletto les rejoint à la batterie pour ce dernier. Ces deux albums sont considérés comme des classiques dans l'East Bay.
La formation originale de Fang se sépare en 1985 après le départ du fondateur Tom Flynn. Sammytown reprend alors la tête du groupe, recrutant Bill Collins (guitare), Joe Miller (basse), et Steve Chinn (batterie). Flynn et Boner Records restent affilié au groupe, contribuant même aux premières chansons pour la compilation compilation, Then Boners Be Poppin en 1985. En janvier 1986, l'album Spun Helga est enregistré en Allemagne de l'Ouest avec McBride au chant, et deux allemands appelé Joe (guitare) et Ollie (batterie) jouant des instruments. We Bite Records publie l'album en Allemagne, et National Trust Records aux États-Unis. Fang sort ensuite A Mi Ga Sfafas? en 1987. En 1988 et 1989, le batteur Mike Branum remplace Chinn. Fang enregistre ensuite l'album Pissed Off Buddah, qui restera non publié jusqu'en 2008. En 1989, le groupe entre en déclin, et devient inactif à cause de Sammytown et son addiction à l'héroïne.

### Retour
En 1989, Boner Records publie la première compilation de Fang, Landshark/Where the Wild Thing Are. L'album comprend leur premier album et premier EP. Après une longue pause, Fang se regroupe en 1995 et sort le single Electric Chair chez Man's Ruin Records. La formation de cette période comprend Sam McBride (chant) (désormais renommé légalement Sammytown), Greg Langston (batterie), Bill Burnett (guitare) et Josh Levine (basse). Cette incarnation du groupe publie American Nightmare LP chez Wingnut Records. En 1999, Jim Martin, ancien membre de Faith No More, se joint à la guitare enregistre quatre chansons pour la compilation Fish and Vegetables d'Hello Records.
En mai 2000, Sammytown et Jim Martin, avec Casey Orr (Gwar, Rigor Mortis) à la basse, et le batteur Clint Phillips (The American Fuse) joue deux concerts au Texas.
En 2001, le groupe est composé de Sammytown, Brian Schopflin (basse), Jonny Manak (guitare), Alby Wasted (guitare), et Ike Eichensehr (batterie). Sammytown, Brian, Jonny, Alby et Ike formeront les Resistoleros, un groupe de rock 'n' roll d'Oakland. En 2004, l'album Live Cheap est publié chez Malt Soda Recordings, avec Sammytown (chant), Brian Schopflin (basse), Ike Eichensehr (batterie), Alby Wasted (guitare) et Jimmy Crucifix (guitariste de Crucifix et Proudflesh) à la guitare. En 2004 toujours, le groupe tourne aux États-Unis. En janvier 2005, Sammy, Jimmy, Brian et Ike enregistre une reprise de la chanson Salty Leather.
En 2011, Malt Soda publie le double-album Pissed Off Buddha, qui comprend trois albums de Fang : Spun Helga, A Mi Ga Sfafas?, et Pissed Off Buddha, le dernier étant inédit. Un nouvel album, Here Come the Cops, est publié chez Malt Soda en 2012. En été 2013, le groupe publie un split 7" avec Whidbey Island. 2014 assiste à la sortie d'un split 12" avec Symbol Six.

## Discographie

### Album studio
- 1982 : Landshark (Boner Records)
- 1983 : Where the Wild Things Are (Boner Records)
- 1985 : Spun Helga (National Trust Records)
- 1986 : A Mi Ga Sfafas? (Boner Records6)
- 1988 : Pissed Off Buddha (Malt Soda Records)
- 1998 : American Nightmare (Wingnut Records)
- 2000 : Fish and Vegetables - distribué par Fang, Dr. Know, et Hellion (Hello Records, 2000)
- 2012 : Here Come the Cops (Malt Soda Recordings)
- 2017 : "Rise Up!" (Die Laughing Records)
- 2023 : "No Warning Shots Fired" (Fang Records)

### Singles et EP
- 1981 : Enjoy the View / Yukon Fang
- 1998 : Fang/Oppressed Logic (split 7" ; Beer City Records)
- 2013 : Fang/Potbelly (split 7" ; PB Records)
- 2014 : Fang/Symbol Six (split 12" EP ; Jailhouse Records)

### Participations
- Fun with Acid -  Not So Quiet on the Western Front ; compilation (Alternative Tentacles Virus 14, 1982)
- They Sent Me to Hell C.O.D. - Rat Music for Rat People, Vol.2 ; compilation (CD Presents, 1984)
- Red Threat et Fun With Acid (Ill Version) - Life is a Joke ; compilation (Weird System, 1984)
- Johnny Puke et Better Off Dead - Them Boners be Poppin' compilation (Boner Records, 1985)
- Police on My Back - Backlash, The Clash tribute compilation (Dwell, 1999)
- Salty Leather - Taking Out A Little Agression, Agression tribute compilation (Dr. Strange Records, 2007)
- Skinheads Smoke Dope with a Cheap Beer Hangover - Fang/Oppressed Logic split 7" (Beer City Records, 1999)

### Albums live
- 1989 : Landshark/Where the Wild Thing Are (Boner Records)
- 1995 : Electric Chair" (Boner Records)
- 1998 : Hair of the Dog" (Man's Ruin Records)
- 2004 : ''Live Cheap CD (Malt Soda Recordings)
- 2011 : ''Pissed Off Buddha (2-CD de trois albums - Spun Helga, A Mi Ga Sfafas? and Pissed Off Buddha) (Malt Soda Recordings, 2011)